# Marinus Jacobus van der Pauwert
Marinus Jacobus van der Pauwert (Makassar, 11 oktober 1871 - Soerabaja, 7 september 1942) was een ambtenaar in Nederlands-Indië en was resident van Banjoemas.

## Jeugd
Hij werd geboren in 1871 en erkend op 11 oktober 1871 te Makassar, waarschijnlijk, als zoon van  Johannes van der Pauwert, Kapitein bij het Koninklijk Nederlandsch-Indisch Leger, en een onbekende moeder. Zijn vader overleed op 15 februari 1876 te Lambaro tijdens de Atjeh-oorlog waarna Marinus praktisch wees was. Zijn vader liet hem uiteindelijk 590 gulden na. Waar hij is gaan wonen is niet bekend.

## Carrière als ambtenaar
In augustus 1895 slaagde hij met 39 punten voor het ambtenaarsexamen. Datzelfde jaar werd hij als burgerlijk ambtenaar geplaatst in de residentie Probolinggo. In januari 1896 werd hij ter beschikking gesteld onder de assistent-resident van Loemadjang. In mei werd hij echter weer naar Probolinggo overgeplaatst. In 1898 schreef hij een artikel over de desa-verenigingen. Deze verenigingen werkte als sociale verzekeringen waarbij in goede tijden geld wordt weggelegd voor slechte tijden.Hij werd in mei van dat jaar benoemd tot aspirant-controleur . In september 1899 schreef hij wederom een artikel. Ditmaal ging het over de mangocultuur in Indië. Volgens Van der Pauwert zou de handel en verspreiding van de mango moeten worden bevorderd. Naar zijn schatting leverde de handel in mango's in Probolinggo al jaarlijks 20.000 gulden op. Door de wegen uit te breiden hoopte hij zo de handel te stimuleren. In mei 1901 werd hij onder de controleur J.A.E. van Deventer geplaatst. In augustus van dat jaar werd hij zelf tot controleur benoemd en werd geplaatst in Pasoeroean. Dit was van korte duur, want in september werd hij al weer overgeplaatst naar Bangil. Hij verzocht in 1904 om ook tot inspecteur bij de belasting te worden benoemd. In augustus 1904 werd hij tijdelijk belast met het bestuur van Pasoeroean. Hier schreef hij een artikel over het opleiden van inlandse jongeren. Zij zouden veel kennis opdoen, die ze vervolgens niet nodig zouden hebben. Hij wilde het inlands onderwijs praktischer maken. In 1907 ging hij voor een jaar met verlof wegens zijn lange dienst.
In 1908 werd hij toegevoegd aan de inspecteur van cultuur. Waar de inspecteur ging, moest Van der Pauwert hem volgen. In november 1909 werd hij overgeplaatst van Poerwakarta naar de Preanger Regentschappen. In december werd hij geplaatst in Manondjaja. Hij schreef een artikel waarin hij het belang van Chinezen in de Indische samenleving noemt. Zo zegt hij dat Chinezen de belangrijkste participanten zijn in de handel tussen Indië en de rest van de wereld. Hij komt met het idee om de Chinese middenstanders te helpen met het oprichten van handelsorganisaties.
In februari 1910 werd hij benoemd tot controleur van Parigi. Op 4 december 1912 werd hij geplaatst in de residentie Soerabaja. Hij is vervolgens zo'n twee maanden werkzaam geweest als resident van Soerabaja. Hij mocht dit echter niet blijven, omdat hij eerst nog als assistent-resident moest hebben gediend.
Op 7 mei 1914 werd hij benoemd tot assistent-resident van Galoeh. Op 4 oktober 1915 werd hij overgeplaatst naar Madjalengka . Toen hij even zijn standplaats had verlaten bleek er een conflict te zijn ontstaan tussen twee kampongs. Eenmaal terug op zijn post besloot hij met een groep naar de desbetreffende kampongs te gaan. Daar bleek dat Adnawi om geloofsredenen met zijn volgelingen naar een andere kampong was gegaan en stenen hadden gegooid. Er werden uiteindelijk 27 mensen gearresteerd en de rest werd naar huis gestuurd Van der Pauwert werd op 19 maart 1918 benoemd tot assistent-resident van Kediri. Hier heeft hij in februari 1920 het corps cultuurpolitie opgericht, dat zich bezig hield met de verschillende gewassen die in de residentie verbouwd werden. Ook kwam hij met het idee om gevangenen touw te laten maken. Op 2 september 1920 ging hij wederom met verlof. Hij heeft toen onder andere Californië bezocht.
Bij zijn terugkomst op 29 november 1921 werd hij benoemd tot assistent-resident van Bangil. Op 4 juli 1922 werd hij benoemd tot resident van Banjoemas. Zijn vrouw was al langere periode ernstig ziek en overleed uiteindelijk op 21 september 1923. Hij bleef resident tot hij op 6 november 1925 met pensioen ging.

## Pensioen
Na zijn pensioen is hij op zijn plantage gaan wonen. Daarbij hield hij zich ook bezig met het fokken van teckels en Duitse herders. In september 1927 won hij zelfs de 1e prijs met zijn jonge reu "Sonny". Tijdens de oorlog zijn echter all zijn bezittingen geconfisqueerd. Hij overleed op 7 september 1942 te Soerabaja.

## Huwelijk en gezin
Hij trouwde op 25 oktober 1897 te Batavia met Antoinette Lamberdina Moll. Met haar kreeg hij voor zover bekend vier kinderen:
1. Frieda Hildegonda op 23 september 1898 te Kraskaan
2. Johannes Marinus op 28 maart 1902 te Bangil
3. Poppy op 24 april 1903 te Bangil
4. Marinus Willem Lambert 31 augustus 1905 te Pasoeroean

Dochter Frieda overleed vrij vroeg. Zijn zoon Johannes werd door de inwoners van een kampong doodgeknuppeld omdat een vriend van hem per ongeluk een 14-jarige Javaanse jongen had doodgeschoten tijdens het jagen op vogels.